# Олешки (село)
Оле́шки — село Харківського району Харківської області.

## Населення

### Мова
Розподіл населення за рідною мовою за даними перепису 2001 року:
| Мова       | Кількість | Відсоток |
| ---------- | --------- | -------- |
| російська  | 84        | 50.91%   |
| українська | 81        | 49.09%   |
| Усього     | 165       | 100%     |

## Географія
Село Олешки примикає до смт Пісочин, за 2,5 км проходить межа міста Харків. По селу протікає пересихаючий струмок з загатами, який через 4 км впадає в річку Уда.